# Hon'ami Kōetsu

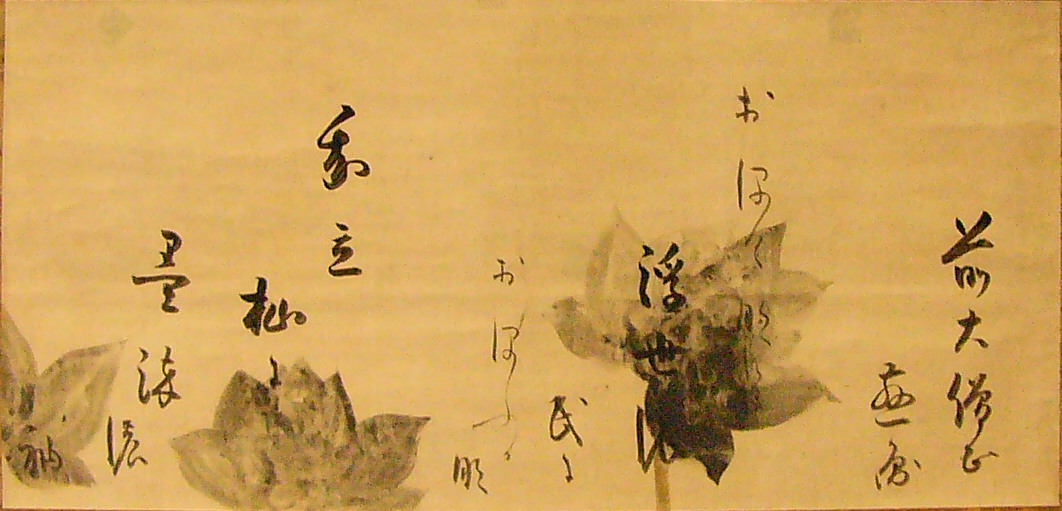
Calligraphie, sur papier décoré de fleurs de lotus (Hon'ami Kōetsu et Tawaraya Sōtatsu): Anthologie des cent poètes, H. 32 cm., fragment. Musée national de Tokyo.

Hon'ami Kōetsu (本阿弥光悦, 1558-1637) est un artiste japonais d'abord connu en son temps comme calligraphe, très souvent en collaboration avec le peintre Tawaraya Sōtatsu et dans un esprit qui s'appuie sur les arts à l'époque de Heian dans une création qui nous paraît très libre et subtile. Les matériaux pouvant être luxueux, mais le travail ne manifeste pas le moindre labeur. Parallèlement à son activité de calligraphe, il a eu un grand succès en tant que potier de raku, pour la cérémonie du thé, dont il a été un pratiquant célèbre à côté du maître de thé Furuta Oribe. Comme fabricant de laques, aussi, il se distingue nettement par l'intelligence dans l'emploi combiné des différentes techniques à des fins d'évocations poétiques où le médium « laque » est entièrement au service de l'expression, comme une calligraphie, une poésie, une peinture ou une céramique, à ce niveau. Son œuvre est généralement considérée comme ayant inspiré, avec celle du peintre Tawaraya Sōtatsu, au début de l'époque d'Edo, l'école de peinture Rinpa qui a continué, tout au long de cette époque jusqu'à l'ère Meiji, et encore aujourd'hui, à produire dans ce même esprit.

## Biographie
Hon'ami Kōetsu est né dans une famille de polisseurs de sabres et de connaisseurs qui avaient servi la cour impériale ainsi que Tokugawa Ieyasu et Oda Nobunaga, deux chefs militaires de tout premier plan de la période Sengoku (1467-1603).
Son grand-père était considéré comme l'un des « compagnons et conseillers » (同朋衆, dōbōshū) du Shogun Ashikaga Yoshimasa. Le père de Kōetsu, Hon'ami Kōji (mort en 1603), recevait des appointements réguliers de la famille Maeda, en rémunération de ses services en tant que fin connaisseur des sabres. Kōetsu maintient cette relation de sa famille avec celle des Maeda, ainsi qu'avec leur domaine situé dans la province de Kaga. Il les conseille non seulement sur les sabres, mais également sur les peintures, et autres objets d'art. Kōetsu rencontre de nombreuses personnalités du monde artistique au travers de cette relation avec la famille Maeda, y compris le maître du thé Kobori Enshū.
Kōetsu entretient également des relations étroites avec le monde du théâtre Nō, ainsi qu'avec la famille Kanze, une famille d'acteurs qui vit près de l'habitation de la famille Hon'ami, au nord de Kyoto. Il a peut-être joué dans des pièces de théâtre Nō comme récitant, et créé un certain nombre d'objets pour l'usage des acteurs.
Bien qu'ayant une formation de polisseur de sabre (au Japon, forger un sabre et le polir sont deux métiers distincts, actions réalisées par deux artisans différents), Hon'ami Kōetsu devient également un artisan accompli dans le domaine de la poterie, de la laque et de la céramique, du fait de son intérêt pour la cérémonie du thé, qui venait d'être revitalisée et raffinée par Sen no Rikyū quelques décennies auparavant.
Dans cet art, il est considéré comme l'un des plus brillants élèves du maître du thé Furuta Oribe et du style connu sous le nom de poterie Raku. À l'école de Donyu II, petit-fils du premier potier Raku, Chōjirō I, et bien que le style de Kōetsu soit inspiré par la tradition Raku, il se révèle être un artiste original qui apporte une touche personnelle aux bols de thé qu'il créé. L'un d'entre eux (appelé Fuji-san) est considéré comme Trésor National. Dans toute la correspondance qui nous reste de Kōetsu, une seule lettre en réalité concerne les sabres. On pense qu'il s'est déchargé de ses obligations professionnelles dans ce domaine en s'appuyant sur son fils adoptif Kōsa et son petit-fils Kōho.

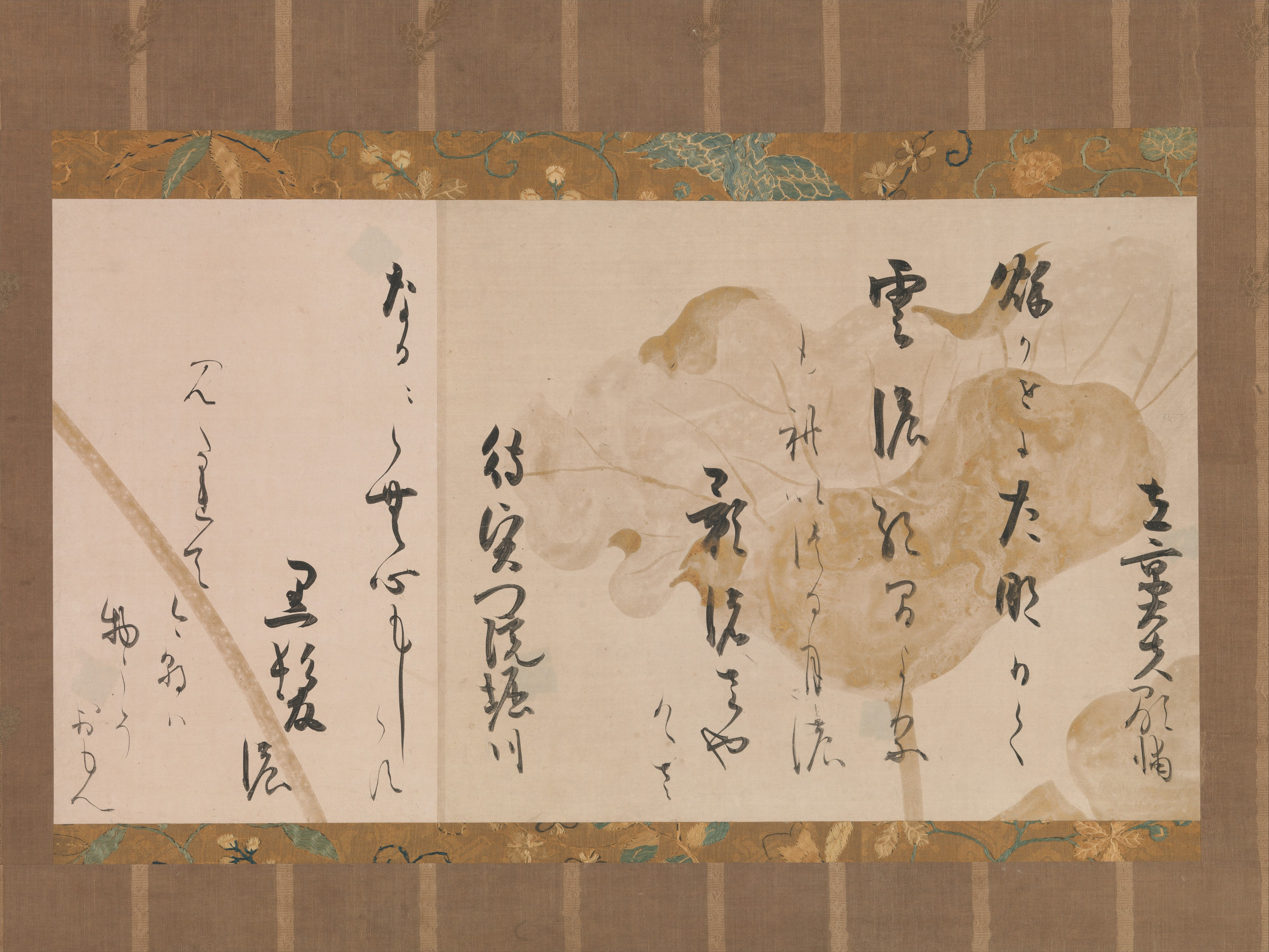
Calligraphie, sur papier décoré de plantes (Hon'ami Kōetsu et Tawaraya Sōtatsu[2]): Anthologie des cent poètes, H. 33 cm., fragment. Met.
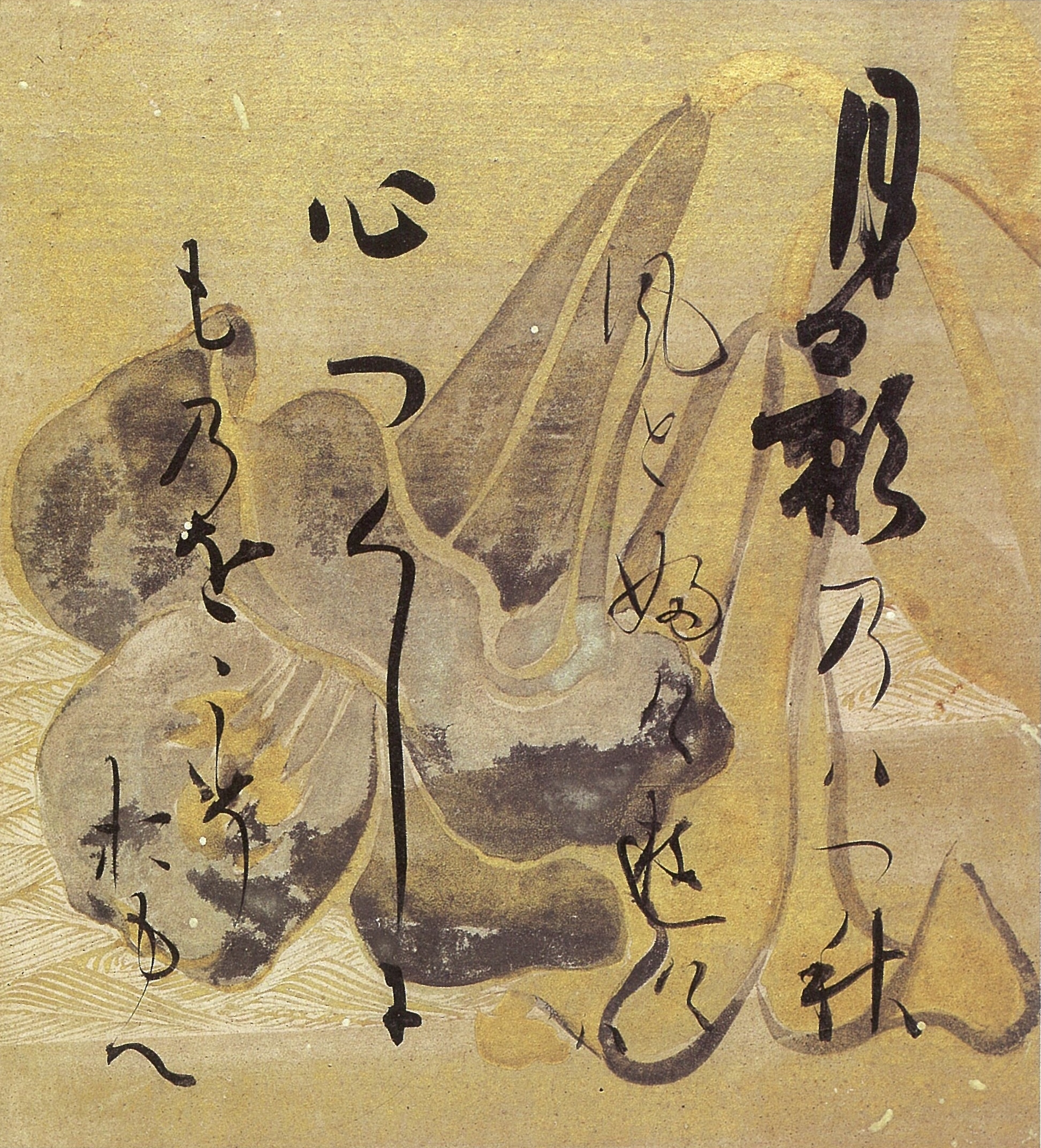
Fleurs et herbes des quatre saisons, peintures de Tawaraya Sōtatsu, calligraphie de Hon'ami Koetsu, poème du Shin kokin wakashū. Extrait d'un album de douze pages, or, argent et couleur sur papier, Sunritz Hattori Museum of Arts (en), Nagano, Japon.
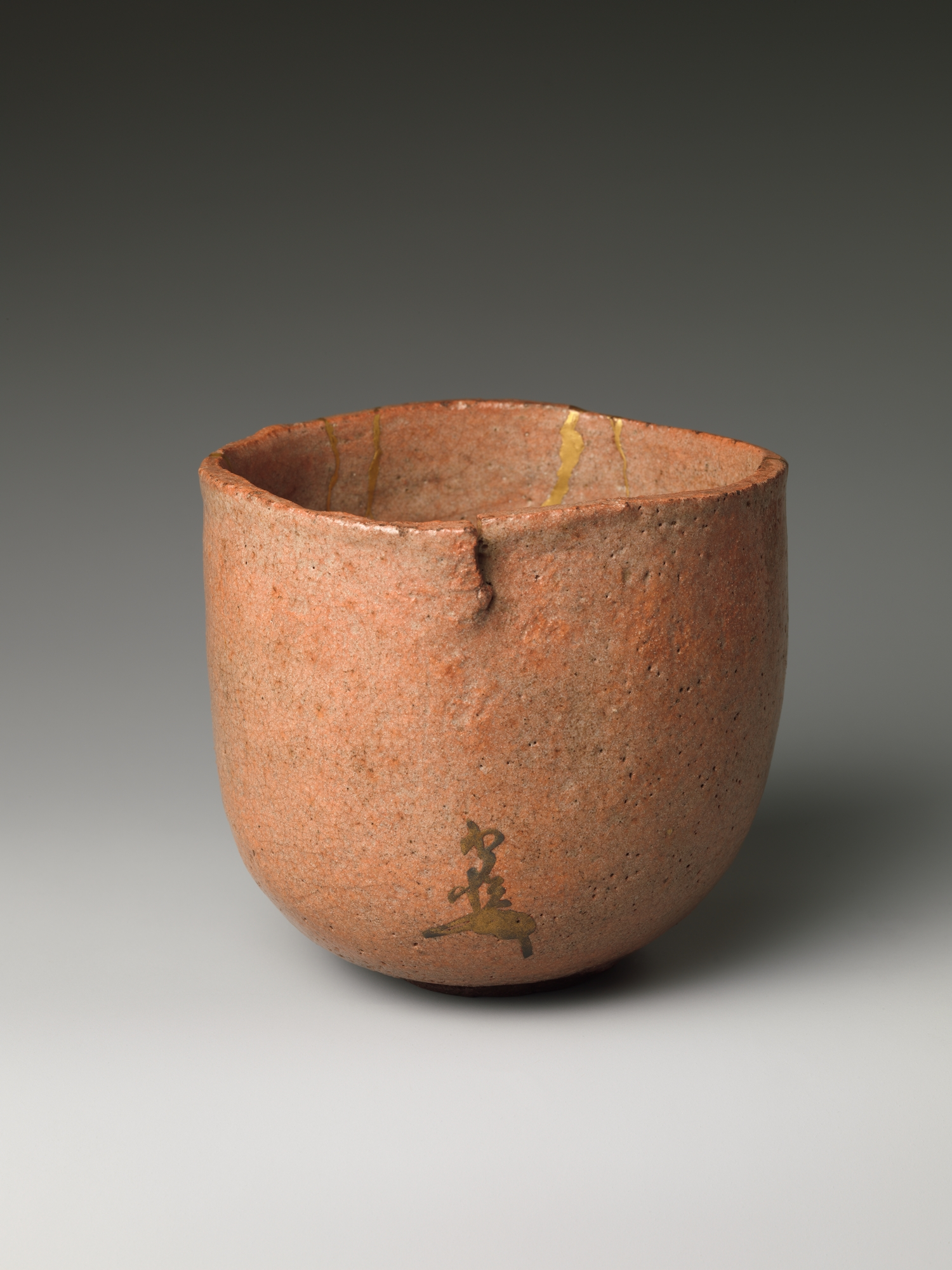
Bol à thé, vers 1600. Argile couverte de glaçure, sauf sur la partie inférieure où elle est laissée nue. H. 11,4 ; D. 11,7 cm . MET
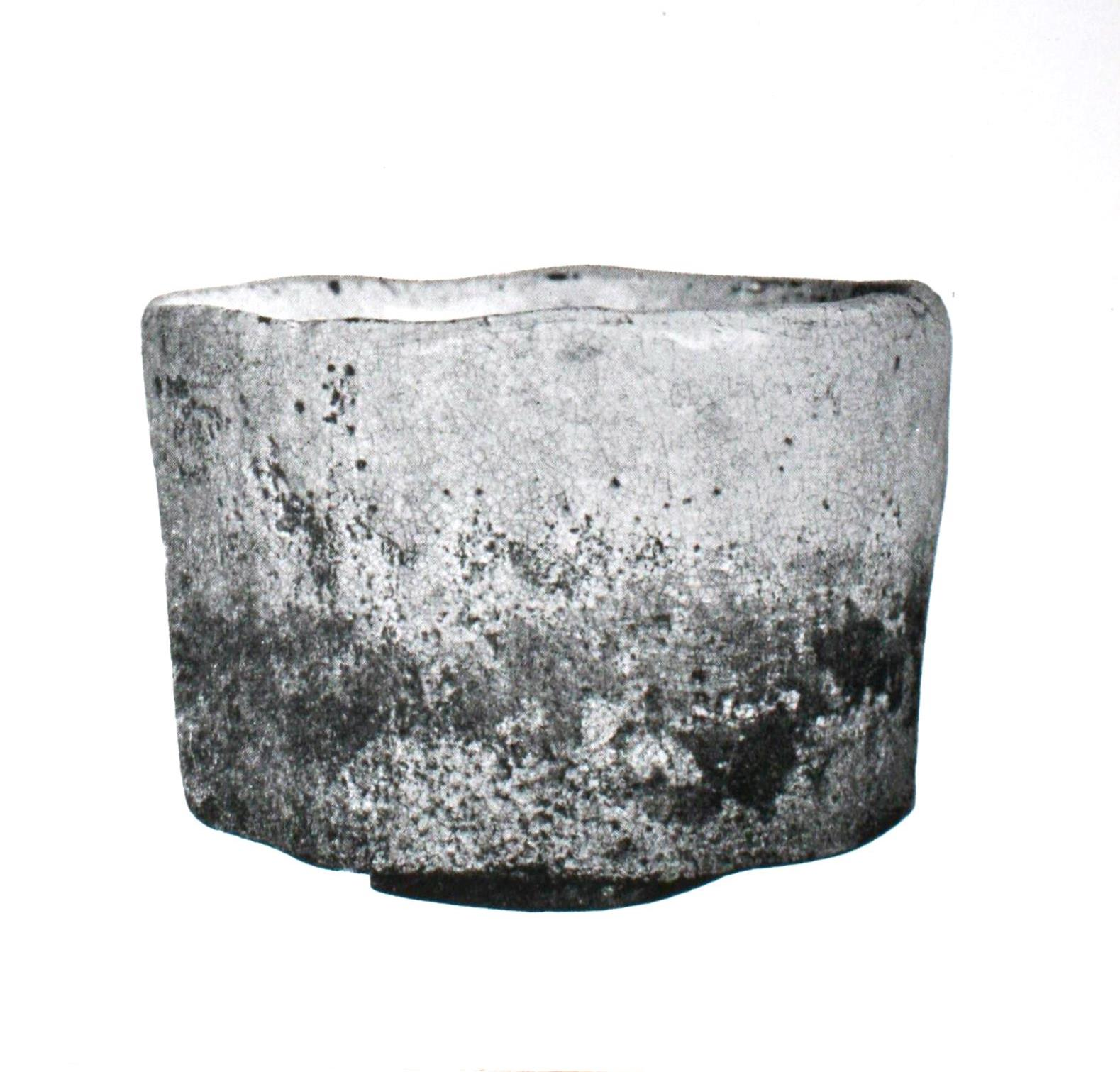
Bol à thé raku blanc. H. 8.6 cm, D. 11.5 cm. Sunritz Hattori Museum of Arts (en), Suwa (Nagano)
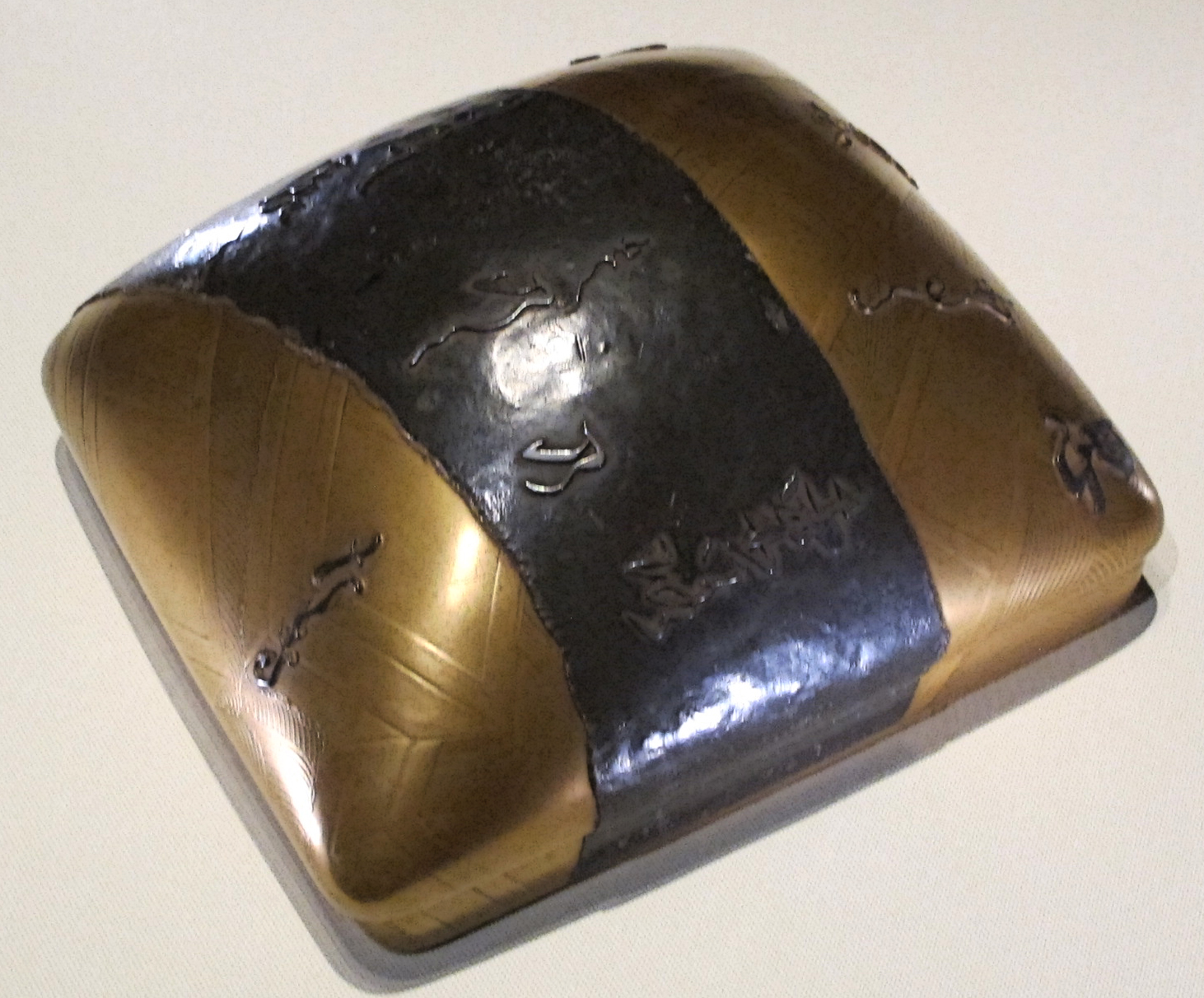
Écritoire à décor de pont flottant et calligraphie. Attr. à Hon'ami Kōetsu. Décor: maki-e, feuille de plomb. L. 29,9 cm. Musée national de Tokyo
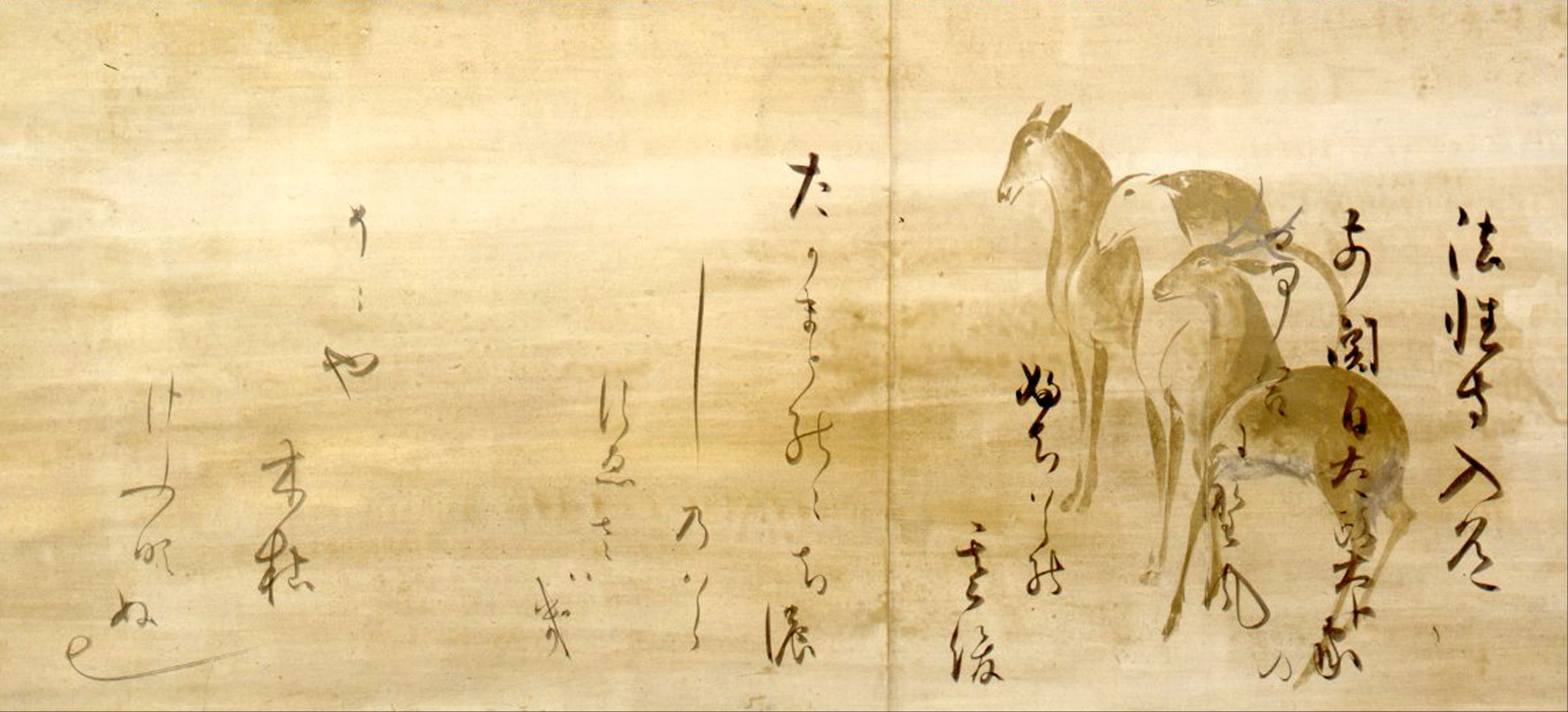
Calligraphie sur papier décoré de daims (Hon'ami Kōetsu et Tawaraya Sōtatsu): fragment du Nouveau recueil de waka anciens et modernes, Musée d'art MOA

Il devient aussi un des plus grands calligraphes de son temps, inspiré, comme l'étaient beaucoup des plus grands calligraphes du Japon, par la calligraphie de la cour de l'époque Heian. C'est le prince Sonchō qui le forma dans ce domaine, et on dit qu'il lui enseigna le style du fameux calligraphe classique chinois Wang Xizhi. Il produisit une grande variété d'œuvres, toutes dans un style cursif fluide, qui évoque ces traditions classiques. À l'égal de Konoe Nobutada et Shōkadō Shōjō, il devient connu comme l'un des « trois pinceaux de l'ère Kan'ei » (寛永の三筆, kan'ei no sanpitsu). Bien qu'il crée beaucoup de ses œuvres dans ce style, Kōetsu développe aussi son propre style de calligraphie, et l'enseigne à de nombreux élèves.
La laque est encore un autre domaine où Kōetsu est très actif et innove beaucoup. Bien que les premières œuvres qu'on lui attribue fassent montre d'un grand classicisme, il commence, vers la fin du XVIe et le début du XVIIe siècle, à employer un certain nombre de techniques nouvelles. Il se spécialise dans l'exécution d'objets faisant appel à de l'étain, du plomb et autres métaux, ainsi que de l'or et de la nacre.
Hon'ami entretient une relation étroite avec le peintre Tawaraya Sōtatsu, dont on pense que Sōtatsu a décoré un grand nombre de calligraphies de Hon'ami par ses peintures et ses rehauts de feuilles d'or. Tous deux travaillent en étroite collaboration pendant quelque quinze années, après la fin du XVIe siècle, et certains experts pensent que leurs familles étaient liées par un mariage. Sōtatsu est alors un peintre célèbre, qui s'est avéré l'un des plus importants de l'école Rimpa, et ses peintures manifestent de toute évidence leur relation étroite avec le style de Hon'ami Kōetsu.

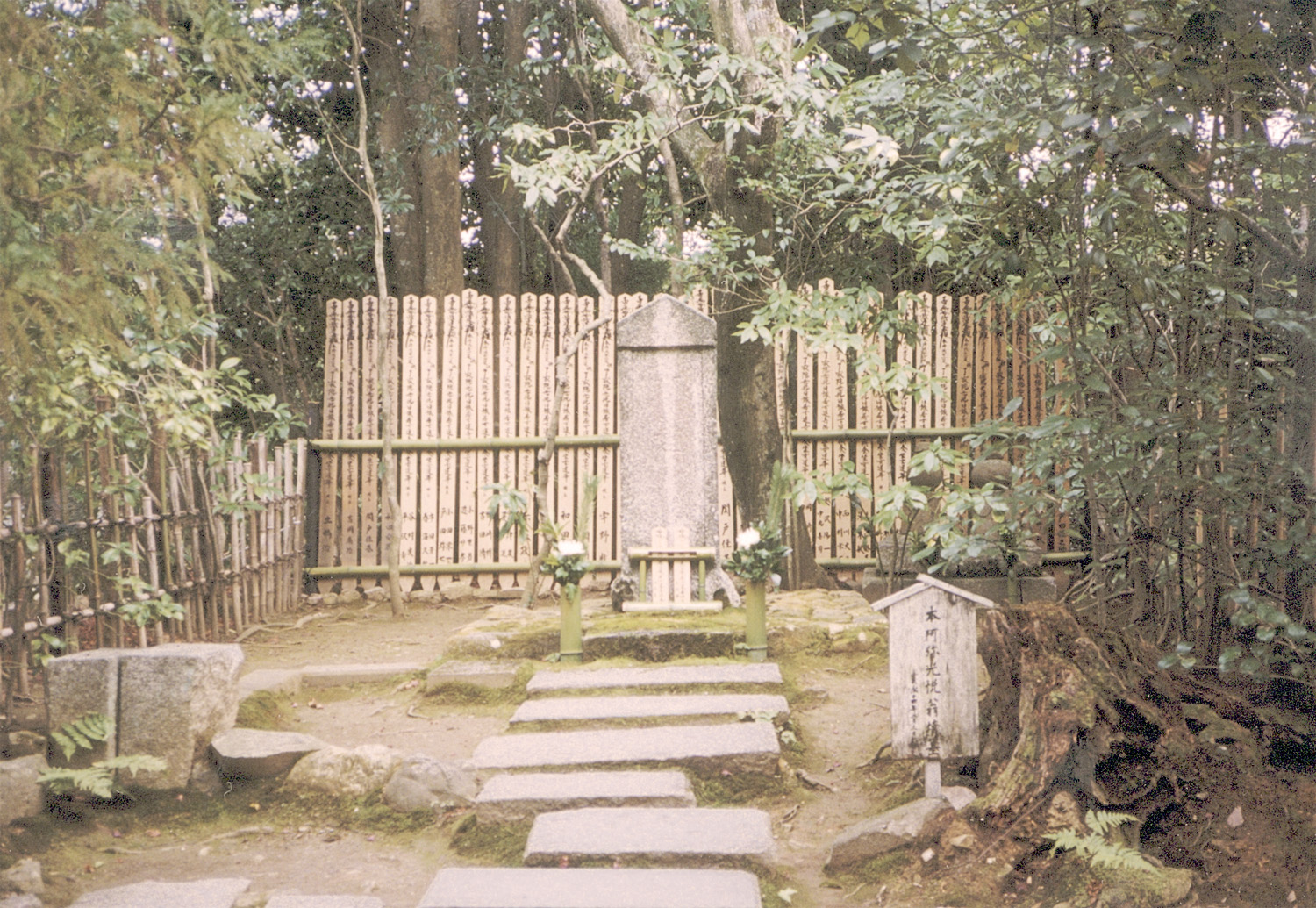
Tombe de Hon'ami Kōetsu à Kyoto

En 1615, Hon'ami lance une communauté artistique au nord-ouest de Kyoto, dans un lieu appelé Takagamine, que lui avait donné Tokugawa Ieyasu. Les experts ne s'accordent pas tous sur le fait de savoir si cette communauté était de nature essentiellement artistique ou religieuse (en l'occurrence, centrée sur le bouddhisme inspiré par Nichiren), ainsi que sur le fait de savoir si l'octroi de cette terre était un don généreux, ou en réalité une forme d'exil. Quoi qu'il en soit, c'est là que Hon'ami élabore son style de peinture unique, qui préfigure l'école Rimpa. Ce lieu de retraite s'appelle Taikyo-an, et il sert de lieu de prière et de méditation, au-delà de son rôle comme colonie d'artistes. Un certain nombre de noms importants s'y rendent en visite vers la fin de la vie de Kōetsu, y compris l'historien Hayashi Razan. Après la mort de Kōetsu en 1637, la colonie est démantelée et la terre est rendue au shogun par Hon'ami Kōho, le petit-fils de Kōetsu.
Ernest Fenollosa, l'un des premiers collectionneurs et critiques d'art japonais, écrivit, dit-on, que Hon'ami est le seul artiste de ce que Fenollosa appelle la « période moderne précoce » qui serait digne d'être comparée aux maîtres d'autrefois.